# Pundri
Pundri is een stad en gemeente in het district Kaithal van de Indiase staat Haryana. 

## Demografie
Volgens de Indiase volkstelling van 2001 wonen er 17.022 mensen in Pundri, waarvan 54% mannelijk en 46% vrouwelijk is. De plaats heeft een alfabetiseringsgraad van 61%. 